# Michel Hervé
Michel André Hervé (Paris, 1921 – 3 de agosto de 2011) foi um matemático francês.
Recebeu em 1968 com Marcel Brelot o primeiro Prix Servant da Académie des Sciences.

## Obra
- Transformation de Fourier et distributions, Presses Universitaires de France 1986
- Analyticity in infinite dimensional spaces, de Gruyter 1989
- Analytic and plurisubharmonic functions, Lecture Notes in Mathematics, Springer Verlag 1971 (Vorlesung University of Maryland 1970)
- Several complex variables: local theory, Oxford University Press, 1963, 2. Auflage 1987 (Tata Institute of Fundamental Research Studies in Mathematics)
- Fonctions analytiques, Presses Universitaires de France 1982